# سیدمحمد سادات ابراهیمی
سیدمحمد سادات ابراهیمی نمایندهٔ نمایندهٔ دورهٔ نهم و دوازدهم مجلس شورای اسلامی است. او در مجلس نهم دبیر دوم کمیسیون کشاورزی، آب و منابع طبیعی مجلس شورای اسلامی از حوزهٔ انتخابیهٔ شوشتر و گتوند در استان خوزستان بود.